# Bolbohamatum pseudogrande
Bolbohamatum pseudogrande là một loài bọ cánh cứng trong họ Geotrupidae. Loài này được Krikken miêu tả khoa học năm 1980.